# Parameiropsis antennafortis
Parameiropsis antennafortis is een eenoogkreeftjessoort uit de familie van de Parameiropsidae. De wetenschappelijke naam van de soort is voor het eerst geldig gepubliceerd in 2009 door Corgosinho & Gheerardyn.